# 알렉산더 겜린
알렉산더 겜린(영어: Alexander Gamelin, 1993년 2월 22일~)은 미국 출신의 대한민국의 피겨 스케이팅 선수로 종목은 아이스 댄싱이다.